# Гордана Ковачек Станић
Гордана Ковачек Станић (Нови Сад, 1958) српски је универзитетски професор. Она је редовни професор у пензији Правног факултета Универзитета у Новом Саду.

## Образовање
Дипломирала је на Правном факултету Универзитета у Новом Саду 1981. године.
На истом факултету је магистрирала 1987. године одбранивши рад „Материнство као елемент породичног статуса”.
На Правном факултету Универзитета у Београду је 1991. године одбранила докторску дисертацију „Остваривање родитељског права – односи личне природе”.
После приправничког стажа у Општинском суду у Новом Саду, положила је правосудни испит 1983. године.
Као последипломац 1982. године похађала је курс Међународног приватног права на Академији за међународно право у Хагу, а као докторанд је 1989. године била на четворомесечном студијском боравку на Правном факултету Универзитета у Упсали (Шведска). У оквиру пројекта реализованог преко Британског савета, боравила је у Великој Британији, на Правном факултету Универзитета у Кембриџу, на Христовом (Christ’s) колеџу у два маха, 1996. и 1997. године. Као стипендиста европске Coimbra групе факултета боравила је на научном усавршавању на Правном факултету Универзитета у Бристолу, Велика Британија (јули 2003. године).
Говори енглески језик, а служи се руским, италијанским и француским језиком.

## Радна места
За асистента на Катедри грађанскоправних наука Правног факултета Универзитета у Новом Саду изабрана је 1984. године, за доцента 1992. године, за ванредног професора 1997. године, а за редовног професора 2002. године.
Предаје предмете Породично право и Наследно право на Општем смеру и Смеру унутрашњих послова. На дипломским академским студијама (мастер) предаје предмете Упоредно породично право и Породичноправни односи. На докторским студијама Приватно право предаје Породично право - брачно и партнерско право и Упоредно дечје право.
У оквиру мастер програма „Репродуктивни биолог“ на Природно-математичком факуктету Универзитета у Новом Саду предаје предмет Грађанскоправни аспекти биомедицинског зачећа.
Била је ментор кандидатима који су писали дипломске, специјалистичке, магистарске и докторске радове.

## Чланство у организацијама и телима
Члан је: Одбора Одељења за друштвене науке Матице српске; Етичког одбора Клиничког центра Војводине; Међународног удружења за породично право; Светске асоцијације за медицинско право; европског пројектног тима Common Core in European Private Law - Common core in Family Law као национални референт за Србију, чији је руководилац проф. Антонело Миранда са Универзитета у Палерму (2007-). Члан је Board of Directors of The International Academy for the Study of the Jurisprudence of the Family (2010.- ).
Била је председник Правно-економског савета при Секретаријату за науку и технолошки развој АП Војводине (2006.–2015).
Била је члан: Друштвено-хуманистичког већа Универзитета у Новом Саду (2005—2015); Савета Универзитета; пројектног тима за израду Нацрта Породичног закона Србије (2002—2004. године) који је усвојен 2005. године; пројектног тима за израду Закона о равноправности полова, усвојеног 2009; Радне групе за израду Закона о грађанскоправним аспектима међународне отмице деце и о признању и извршењу одлука о старању о деци.
Учествовала је у изради Програма демографског развоја Војводине, при Секретаријату за демографију, породицу и друштвену бригу о деци АП Војводине, који је усвојен 2004. године. Од 2002. до 2004. године била је руководилац програма Практично правно образовање, који је реализован уз помоћ Америчког удружења правника за Средњу и Источну Европу (АBА/CЕЕLI).

## Научни рад
Област научног интересовања: упоредно породично право, дечје право, родитељско старање, биомедицински асистирана репродукција, сурогат материнство, партнерско право, брачни и породични имовински односи.
Била је руководилац пројеката при Секретаријату за науку и технолошки развој АП Војводине и то: „Правно уређење биомедицински асистираног зачећа у домаћем правном систему и у европској перспективи“, 2008-2009. и „Дете у породичном праву- компаративни и међународноправни аспект“, 2011-2015. године.
Руководилац је пројекта „Биомедицина, заштита животне средине и право“ Правног факултета Универзитета у Новом Саду који финансира Министарство просвете, науке и технолошког развоја Србије (2010-).
У оквиру Иницијативе за повезивање балканских правних факултета боравила је на Правном факултету Универзитета у Ратгерс-у, Њу Џерси, 2003. године. На Правном факултету у Марибору је боравила марта 2006. године у оквиру пројекта реализованог преко Министарства науке и заштите животне средине Србије и одговарајућег министарства Словеније. Одржала је предавања као гостујући професор на Универзитету Томпе, Аризона, САД 2003. године и на Правном факултету у Марибору 2006. године.
У оквиру програма Erasmus+ teaching предавала је на Универзитетима у Риму (La Sapienza) и Лисабону (Nova) 2017. године и Марибору 2018. године.
Учествовала је са научним и стручним радовима на бројним симпозијумима у земљи (Нови Сад, Београд, Ниш, Врњачка Бања, Копаоник) и иностранству. Изложила је радове, који су већином касније објављени, на конференцијама Међународног удружења за породично право (ISFL) у: Прагу, Чешка Република, 1998. године, у Тоса де Мар, Шпанија, 2003. године, у Пекингу, Кина, 2004. године, у Солт Лејк Сити-ју, САД, 2005. године, у Честер-у, Велика Британија, 2007. године, у Бечу, Аустрија, 2008. године, у Тел-Авиву, Израел, 2009. године, у Насау, Бахами, 2011. године, у Лиону, Француска, 2011. године, у Бруклину, САД 2013. године, у Амстердаму, Холандија 2017 године. У организацији The International Academy for the Study of the Jurisprudence of the Family (IASJF), те других удружења учествовала је са радовима на међународним конференцијама у Бечу, Аустрија, 2006. године, Марибору, Словенија, 2006, 2007, 2008, 2009. и 2010. године, у Торину, Италија, 2007, 2008. и 2009. године, у Ослу, Норвешка, 2007. године, Кембриџу, Велика Британија 2010. године, у Братислави, Словачка, 2010. године, у Њујорку, САД, 2013. године, у Ла Коруњи, Шпанија, 2014. године, у Тел-Авиву, Израел, 2015. године, у Венецији, Италија 2016. године.
Аутор/коаутор је више књига и преко 100 других научних и стручних радова, објављених у домаћим часописима (Зборник Правног факултета у Новом Саду, Зборник Матице српске за друштвене науке, Анали Правног факутета у Београду, Становништво, Правни живот итд.) и страним часописима, те одредница у енциклопедијама.

## Изабрана библиографија

### Књиге
1. Ковачек Станић, Гордана (1994). Правни израз родитељства. Центар за издавачку делатност Правног факултета у Новом Саду. ISBN 978-86-80769-21-9.
2. Ковачек Станић, Гордана (1997). Право детета да зна своје порекло. Центар за издавачку делатност Правног факултета у Новом Саду. ISBN 978-86-80769-41-7.
3. Ковачек Станић, Гордана (2002). Упоредно породично право. Одбор за пронаталитетну популациону политику града Новог Сада. ISBN 978-86-499-0108-7.
4. Ковачек Станић, Гордана (2005). Породично право. Центар за издавачку делатност Правног факултета у Новом Саду. ISBN 978-86-80769-95-0.
5. Ковачек Станић, Гордана (2014). Породично право: партнерско, дечје и старатељско право. Центар за издавачку делатност Правног факултета у Новом Саду. ISBN 978-86-7774-141-9.
6. Ковачек Станић, Гордана; Пајванчић, Маријана; Пихлер, Станко; Цвејић Јанчић, Олга; Бордаш, Бернадет; Драшкић, Марија; Копитовић, Бесна (2008). Легислатива о људској репродукцији уз биомедицинску помоћ. Центар за издавачку делатност Правног факултета у Новом Саду. ISBN 978-86-7774-034-4.

### Научни радови
1. Ковачек Станић, Гордана; Самарџић, Сандра; Ковачевић, Милица (2017). „Развод брака и заједничко родитељско старање као последица развода брака у теорији и пракси” (PDF). Зборник радова Правног факултета у Новом Саду. LI br. 4: 1285—1303. Архивирано из оригинала (PDF) 08. 12. 2021. г. Приступљено 29. 10. 2018.
2. Ковачек Станић, Гордана; Самарџић, Сандра (2016). „Заштита слабијег партнера у уговорном брачно-имовинском режиму” (PDF). Зборник радова Правног факултета у Новом Саду. L br. 4: 1047—1064. Архивирано из оригинала (PDF) 19. 09. 2020. г. Приступљено 29. 10. 2018.
3. Ковачек Станић, Гордана (2015). „Прекид касне трудноће у праву Србије и упоредном европском праву” (PDF). Зборник радова Правног факултета у Новом Саду. XLIX br. 2: 483—497. Архивирано из оригинала (PDF) 29. 11. 2021. г. Приступљено 29. 10. 2018.
4. Kovaček Stanić, Gordana (2015). „Comparativе Analysis of ART in the EU: Cross-border Reproductive Medicine”. Medicine, law & society. br. 1: 1—23.
5. Kovaček Stanić, Gordana (2014). „Civil Aspects of International Child Abduction: Insight from Serbia”. Family Law Quarterly. br. 2: 283—297.
6. Kovaček Stanić, Gordana (2014). „Comparative Analysis of Art in the EU: Cross-Border Reproductive Medicine”. [[Medicina in pravo : sodobne dileme III / [uredniki Suzana Kraljić, Jelka Reberšek Gorišek, Vesna Rijavec], Maribor, Pravna fakulteta]]: 151—169.
7. Ковачек Станић, Гордана; Самарџић, Сандра (2014). „Новине које доноси Конвенција Савета Европе о спречавању и борби против насиља над женама и насиља у породици” (PDF). Зборник радова Правног факултета у Новом Саду. XLVIII br. 2: 93—115. Архивирано из оригинала (PDF) 29. 11. 2021. г. Приступљено 29. 10. 2018.
8. Kovaček Stanić, Gordana (2013). „State Regulation of Surrogate Motherhood: Liberal or Restrictive Approach”. The International Journal of Jurisprudence of the Family. br. 4: 35—57.
9. Kovaček Stanić, Gordana (2013). „Personal Relationship between the Child and his/her Grandparents in Comparative Family Law”. H. Fulchiron (ed.): Solidarities between Generations: 407—421.
10. Ковачек Станић, Гордана (2013). „Породичноправни односи родитеља и деце у Србији (Војводини) кроз историју и данас” (PDF). Зборник радова Правног факултета у Новом Саду. XLVII br. 2: 107—129. Архивирано из оригинала (PDF) 29. 11. 2021. г. Приступљено 29. 10. 2018.
11. Ковачек Станић, Гордана (2012). „Овлашћења јавног бележника у брачним/партнерским односима” (PDF). Зборник радова Правног факултета у Новом Саду. XLVI br. 2: 87—101. Архивирано из оригинала (PDF) 05. 12. 2021. г. Приступљено 29. 10. 2018.
12. Ковачек Станић, Гордана (2011). „Аутономија versus материјална истина у компаративном праву о породичном статусу детета” (PDF). Зборник радова Правног факултета у Новом Саду. XLV br. 3, I: 195—222. Архивирано из оригинала (PDF) 05. 12. 2021. г. Приступљено 29. 10. 2018.
13. Kovaček Stanić, Gordana (2010). „Autonomy of the Child in Contemporary Family Law (Serbian Concept)”. Lex Familiae: 23—40.
14. Kovaček Stanić, Gordana (2010). „Family autonomy in contemporary parent-child relationships”. International Journal of the Jurisprudence of the Family. br. 1: 147—161.
15. Kovaček Stanić, Gordana (2009). „Serbian Family Law: Rights of the Child”. International Journal for Childs Rights. 17 br. 4: 585—609.
16. Kovaček Stanić, Gordana (2009). „Child in a Single (Absent) Parent Family: Maintenance and Family Home”. Family Finances: 637—646.
17. Kovaček Stanić, Gordana (2008). „The Child in Serbian Family Law: Rights and Procedure for their Exercise”. Zbornik Pravne Fakultete Univerze v Mariboru: 167—186.
18. Kovaček Stanić, Gordana (2008). „Same-sex Union: A Comparison of the Various European Legal Concepts, Colloquium on Marriage”. Marriage and quasi-marital relationships in Central and Eastern Europe: 47—65.